# 尾道消防防災センター
尾道消防防災センター（おのみちしょうぼうぼうさいセンター）は、広島県尾道市にある防災センターである。

## 概要
尾道消防防災センターは市民の防災に関する知識および技術の普及向上並びに防災意識の高揚を図るとともに、防災体制を確立し、地域住民のコミュニティ活動を増進して安全で災害に強い都市づくりを推進するため設置された。

## 利用案内
- 原則予約制
- 利用希望日の3ヶ月前から7日前まで予約を受け付け
- 休日：土曜・日曜・祝日・年末年始12月28日～1月4日